# 500!
500! è un film del 2001 diretto da Giovanni Robbiano, Lorenzo Vignolo e Matteo Zingirian. 
Girato a Genova e in Liguria nel 1998, è stato completato e distribuito nei cinema nel 2001.

## Trama
Il Papa e i capi delle altre maggiori religioni mondiali si riuniscono in un concilio segreto a La Spezia. Il Reverendo Jones, telepredicatore statunitense creatore della "salsa del Reverendo Jones", cospira di sostituirsi ai capi religiosi esistenti per dettare il suo credo a tutte le genti. Assolda, così, il più sofisticato e infallibile sicario sulla piazza, Omega, un efferato massacratore con un solo difetto: a causa della noia dovuta alla facilità con la quale riesce a compiere le sue "missioni", cerca di crearsi continue difficoltà. Data l'importanza di quest'ultima missione, decide di non informare le forze dell'ordine, ma una persona a caso, presa dall'elenco telefonico: Carlo Maggi, un ventottenne genovese dalla vita assolutamente piatta, prossimo a un matrimonio dalle premesse non troppo esaltanti con una fidanzata pudica e tradizionalista su spinta di una madre asfissiante. Carlo tenta di avvertire dell'imminente attentato prima la polizia, quindi la stampa, ma l'unica a credere alla sua storia è Anna Letizia Kohler, giovane cronista del "Corriere di Genova" in cerca di scoop. Insieme affronteranno un rocambolesco viaggio dal capoluogo ligure a La Spezia per impedire la strage, a bordo di una vecchia Fiat 500 su strade secondarie senza poter attraversare gallerie: Carlo infatti è claustrofobico.

## Ambientazione
Il film è stato girato, oltre che a Genova e La Spezia, anche a Monterosso, Serra Riccò, Camogli e Vado Ligure.

## Colonna sonora
La colonna sonora del film è stata pubblicata dall'etichetta discografica Mescal ed è stata composta dal cantautore torinese Mao, presente nel film in uno degli innumerevoli cameo. Alcune tracce della colonna sonora (come If you really come to Italy ed Everybody let's work) sono state scritte e cantate da Andrea Bruschi, attore protagonista del film e musicista leader del gruppo Marti. Per la canzone dei titoli di coda Io viaggio è stato altresì realizzato un videoclip per la regia di Beniamino Catena.

### Tracce
1. Io viaggio – 2:55 (testo: Mauro Gurlino, Andrea Bruschi - musica: Mauro Gurlino)
2. Qualcosa di estraneo – 2:16 (testo e musica: Mauro Gurlino)
3. Strani anelli – 1:18 (musica: Mauro Gurlino)
4. If you really come to Italy – 2:28 (testo: Mauro Gurlino, Andrea Bruschi - musica: Mauro Gurlino)
5. Interim lovers – 2:22 (musica: Mauro Gurlino)
6. Drim – 2:31 (musica: Mauro Gurlino)
7. Wilde wilde word – 2:26 (musica: Mauro Gurlino)
8. Spiaggia – 1:23 (musica: Mauro Gurlino)
9. If you really come to Italy 2 – 2:29 (testo: Mauro Gurlino, Andrea Bruschi - musica: Mauro Gurlino)
10. E-motion – 0:59 (testo: Mauro Gurlino, Andrea Bruschi - musica: Mauro Gurlino)
11. Apecar – 0:26 (musica: Mauro Gurlino)
12. Montepivano – 0:45 (musica: Mauro Gurlino)
13. Io viaggio (instrumental) – 3:00 (musica: Mauro Gurlino)
14. Supermarket – 2:21 (musica: Mauro Gurlino)
15. Bella foto – 1:00 (musica: Mauro Gurlino)
16. Wedding list – 1:38 (musica: Mauro Gurlino)
17. Mosica – 1:26 (musica: Mauro Gurlino)
18. I wake up this morning – 1:51 (testo: Reverend Osby, Bob Zellner - musica: tradizionale)
19. Marcetta – 1:13 (musica: Mauro Gurlino)
20. Nicobox – 2:37 (musica: Mauro Gurlino)
21. Everybody let's work – 2:19 (testo: Mauro Gurlino, Andrea Bruschi - musica: Mauro Gurlino, Andrea Bruschi, Federico Begey Bersano)

## Accoglienza

### Critica
"Carlo Maggi deve impedire il nuovo incarico di un killer: uccidere i capi religiosi della Terra, tutti riuniti a La Spezia. Lo aiuterà una giornalista. Questa la trama di '500!' (l'automobile che raggiungerà La Spezia), un film diviso in tre segmenti diretti da altrettanti registi. Robbiano, Vignolo e Zingirian hanno ben mischiato un road movie comico con una storia alta." (Francesco Alò, Il Messaggero, 24 maggio 2002)
"La goliardica operina, firmata a sei mani e dalle intenzioni 'hellzapoppinstiche', è stata il caso del 2001 nella città della lanterna. Una sorta di 'Lacapagira' ligure, con tanto di code ai botteghini e rassegne stampa locali di intrepido delirio. Commedia grottesca a tre mani, un po' sgangherata ma vitale, fitta di 'cammei' di comici più o meno noti." (Roberto Nepoti, la Repubblica, 2 giugno 2002)